# Onofre Almudèver
Onofre Almudèver, també citat com Onofre Almudéver (València, segle XVI - segle XVII) va ser un editor i poeta valencià.
El 1561 reedità el Llibre de les dones, de Jaume Roig, i edità conjuntament un recull de poemes satírics del final del segle XV en el qual s'incloïen Lo procés de les olives (Bernat Fenollar, Narcís Vinyoles, Joan Moreno, Jaume Gassull i Baltasar Portell, 1497), Lo somni de Joan Joan (Jaume Gassull, 1497) i La brama dels llauradors de l'Horta de València contra lo venerable mossén Fenollar (Jaume Gassull, 1490), precedit d'una epístola poemial on es defén el valencià com a llengua de cultura i exhorta els valencians a no abandonar-lo en un context on l'ús literari de l'idioma feia dos generacions que havia caigut en picat. Va escriure tres sonets en castellà inclosos en la Crónica de Valencia de Martí de Viciana (1564) i una Instrucción para saber devotamente oír misa (1571).